# Jan Bukowski

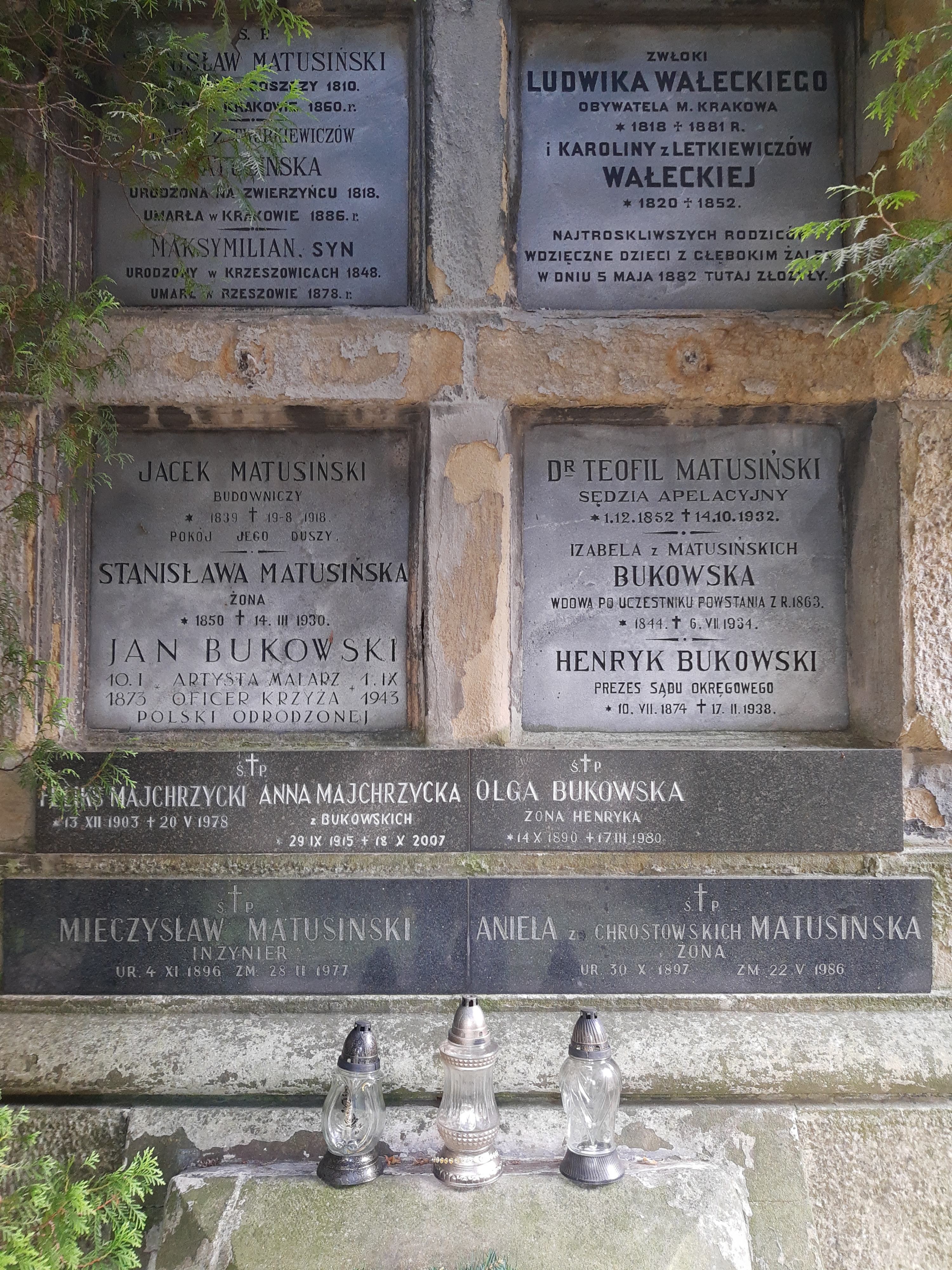
Grób Jana Bukowskiego na cmentarzu Rakowickim

Jan Bukowski (ur. 10 stycznia 1873 w Barszczowicach (woj. lwowskie), zm. 1 września 1943 w Nowym Targu) – artysta, ilustrator, malarz, rysownik i witrażysta związany z nurtem Młodej Polski. Najbardziej znany z działalności artystycznej na polu typografii, ilustracji książkowej oraz malarstwa sakralnego, prekursor grafiki użytkowej.

## Życiorys
Studiował w Akademii Sztuk Pięknych w Krakowie, Monachium, Paryżu i we Włoszech. Należał do grona założycieli Towarzystwa Polska Sztuka Stosowana. W latach 1904–1915 był kierownikiem artystycznym drukarni UJ, a od 1912 profesorem Szkoły Przemysłu Artystycznego w Krakowie, będącej wydziałem Państwowej Szkoły Przemysłowej. Współpracował z wieloma artystami Młodej Polski, w tym ze Stanisławem Wyspiańskim.
27 listopada 1929 odznaczony Krzyżem Oficerskim Orderu Odrodzenia Polski.

## Ważniejsze dzieła
- W 1919 roku wykonał polichromię nawy głównej o sklepieniu kolebkowym i naw bocznych w kościele cystersów w Mogile.
- W 1918 zaprojektował mozaiki zdobiące stiukowe wnętrze konchy neorenesansowego ołtarza głównego w bazylice Najświętszego Serca Pana Jezusa w Krakowie.
- W kościele św. Kazimierza w Nowym Sączu wykonał obrazy w skrzydłach tryptyku, obraz główny oraz zaprojektował ołtarz.
- W 1926 roku wykonał polichromie w Domku loretańskim w Krakowie.
- W 1906 zaprojektował ekslibris Biblioteki Jagiellońskiej.

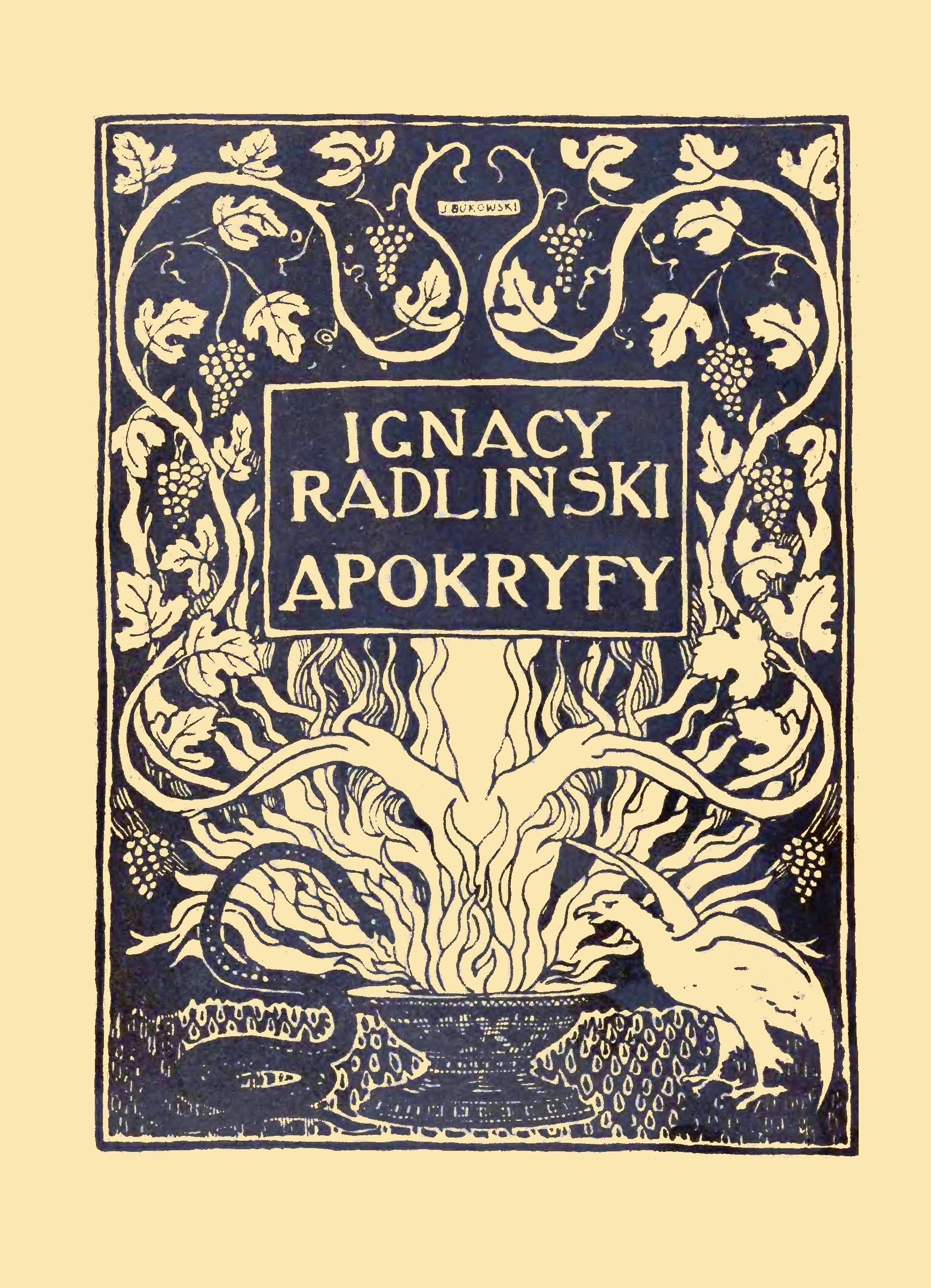
Okładka Jana Bukowskiego do Apokryfów Radlińskiego, 1905.
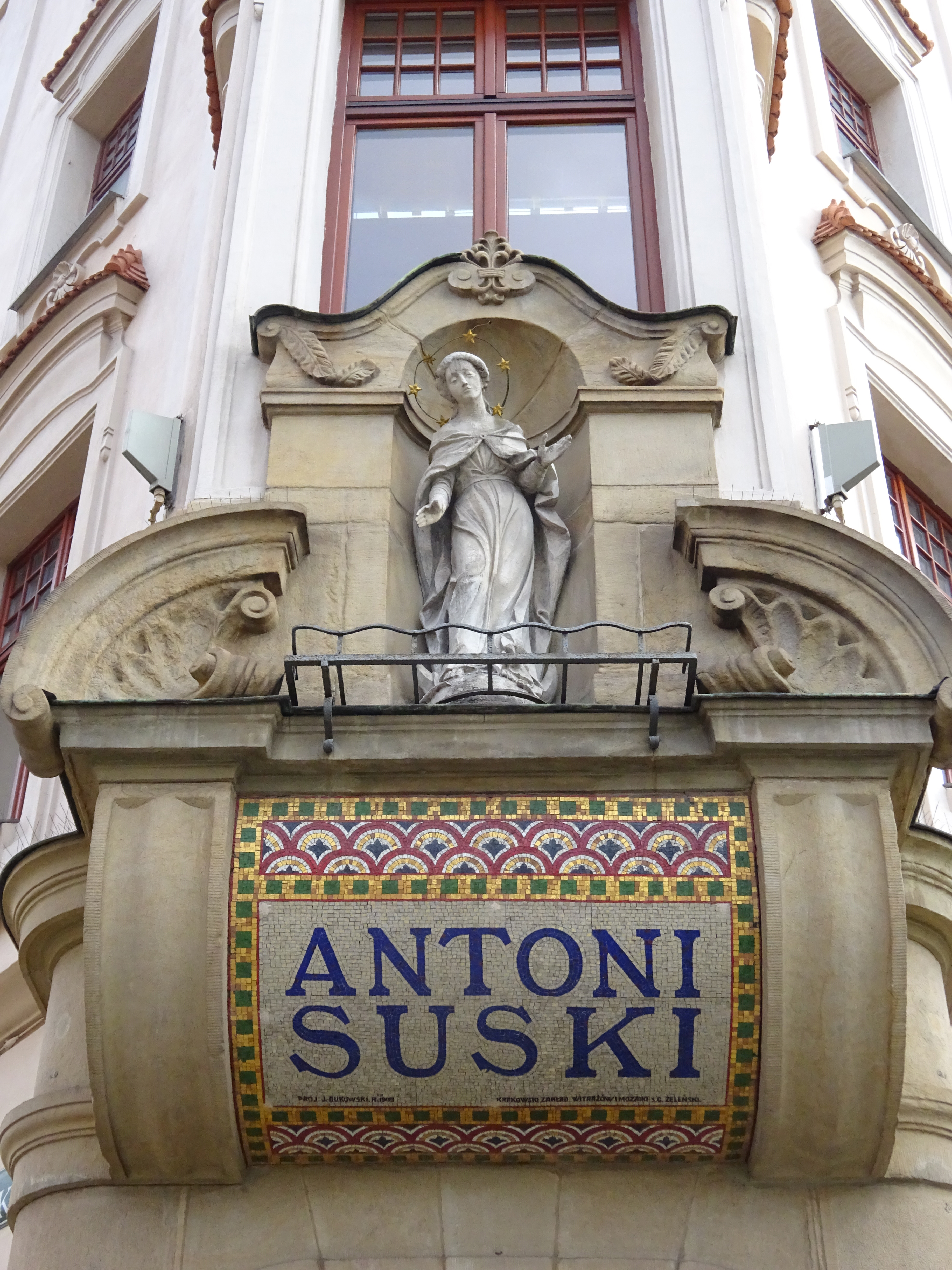
Mozaika w rogu Domu Suskiego w Krakowie nad portalem wejściowym zaprojektowana przez Jana Bukowskiego, Kraków pl. Dominikański 6, 1909.
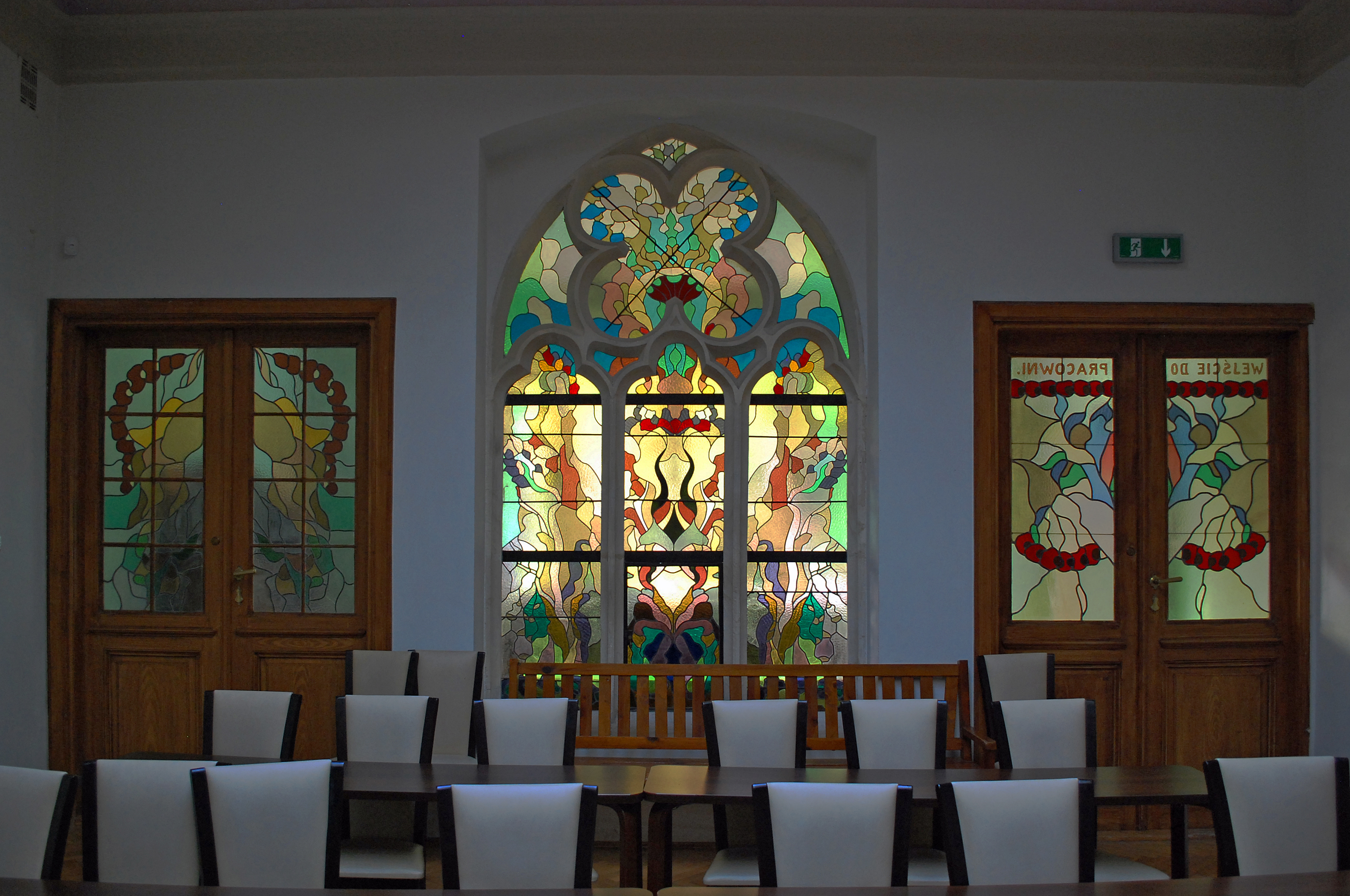
Witraże w pracowni Tadeusza Stryjeńskiego, Kraków ul. Batorego 12.
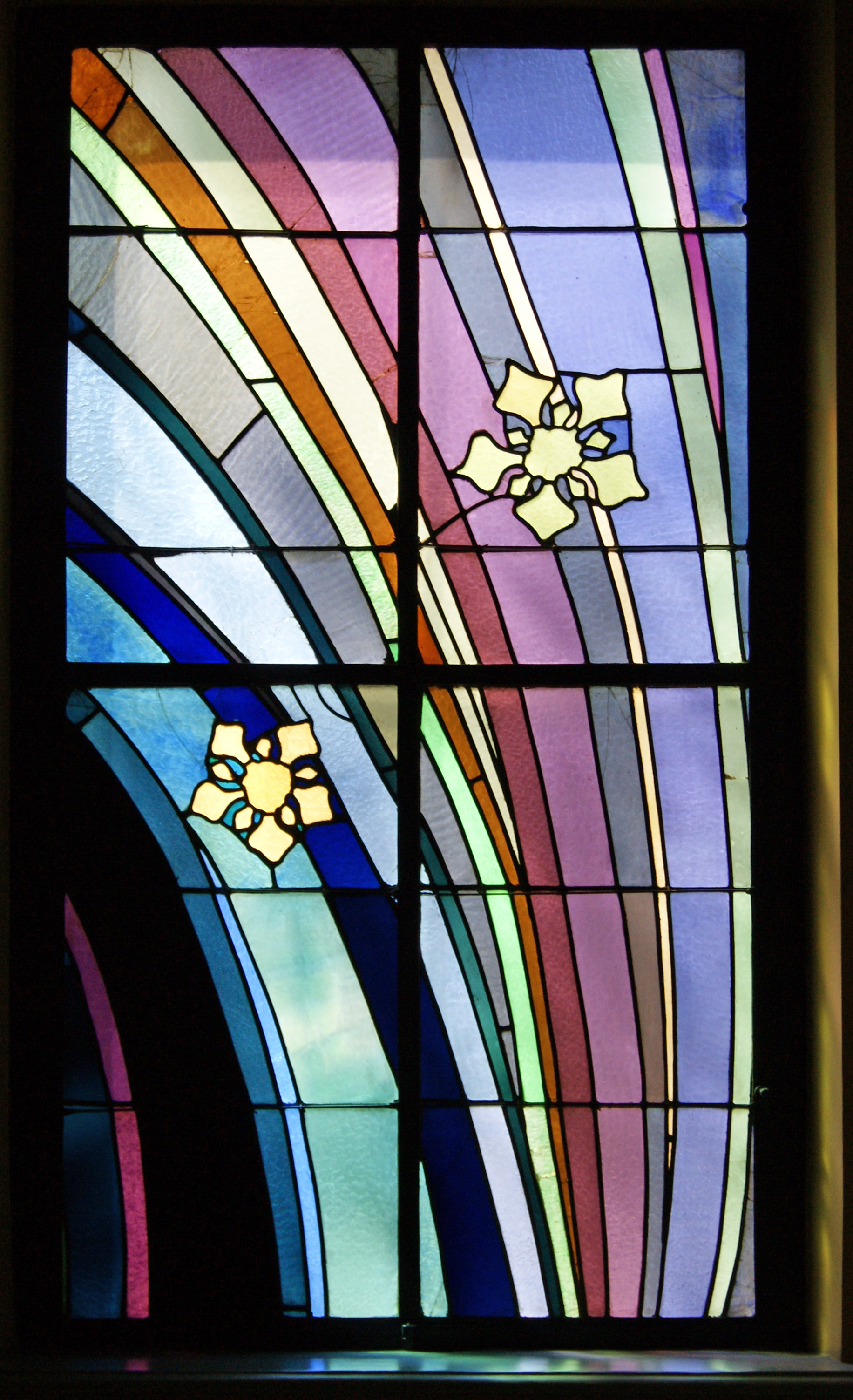
Witraż na klatce schodowej domu Towarzystwa Lekarskiego Kraków ul. Radziwiłłowska 4.
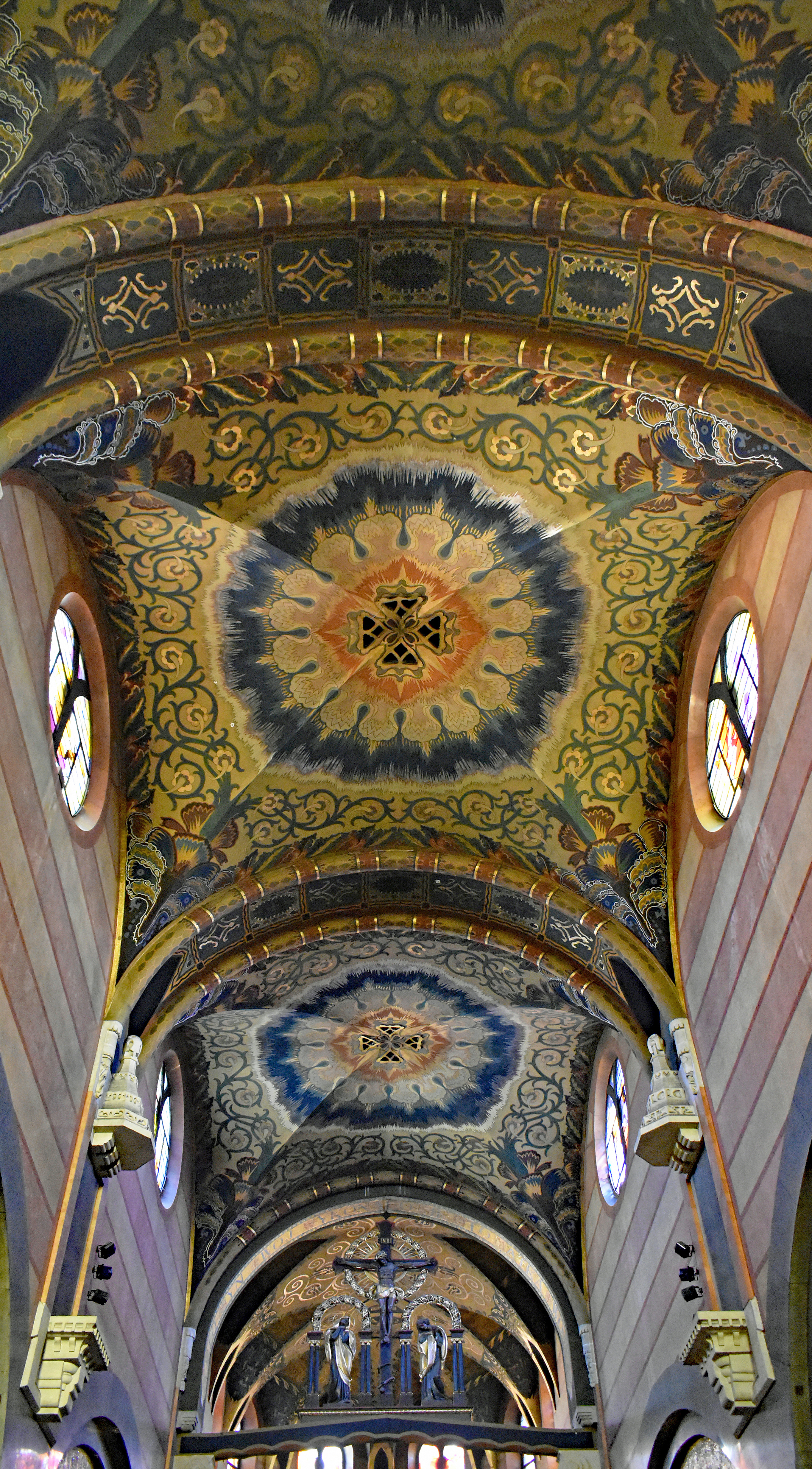
Polichromia na sklepieniu w bazylice oo. Jezuitów w Krakowie z lat 1914-1918
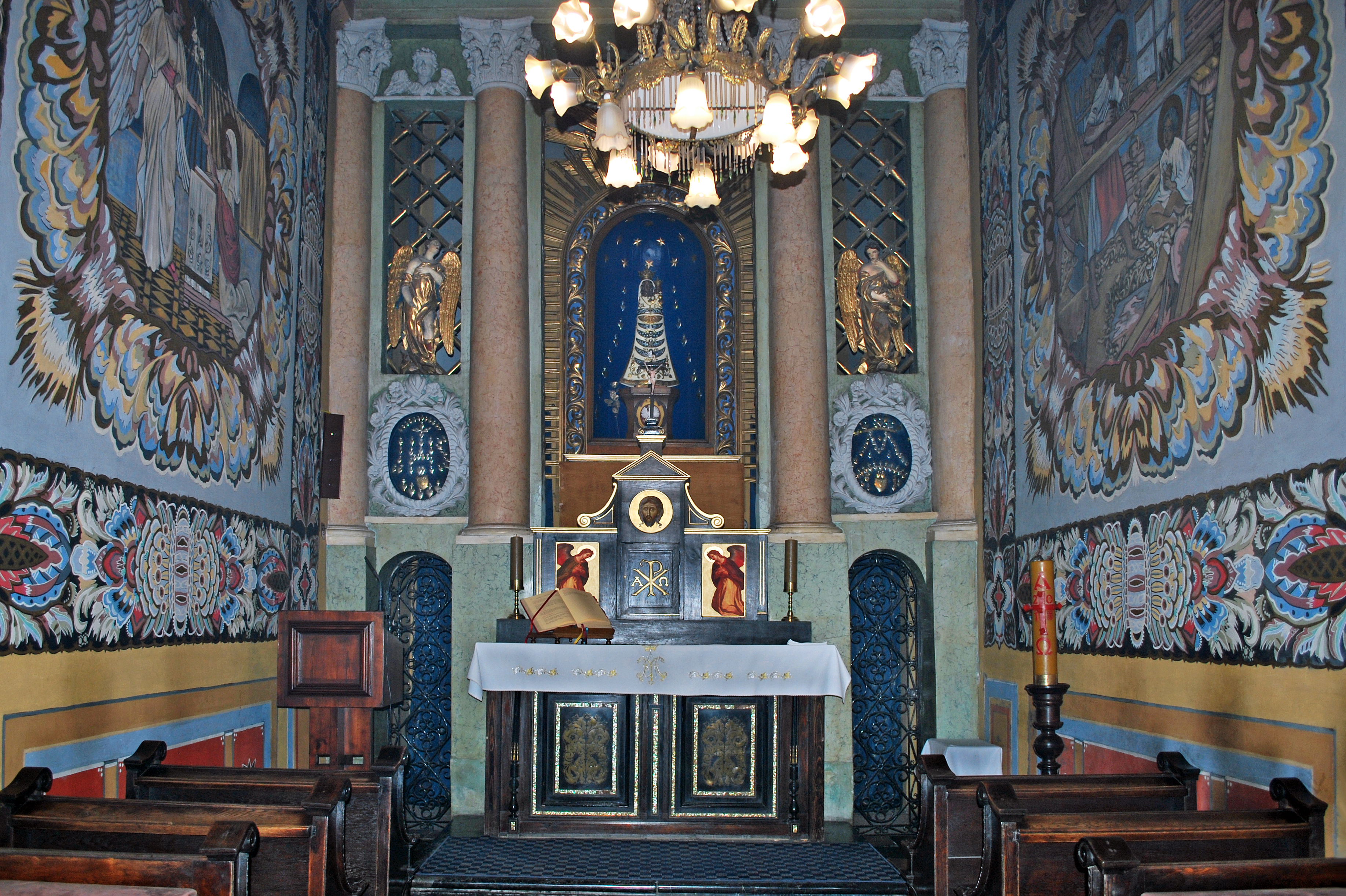
Polichromia we wnętrzu Domku Loretańskiego w Krakowie, 1926.
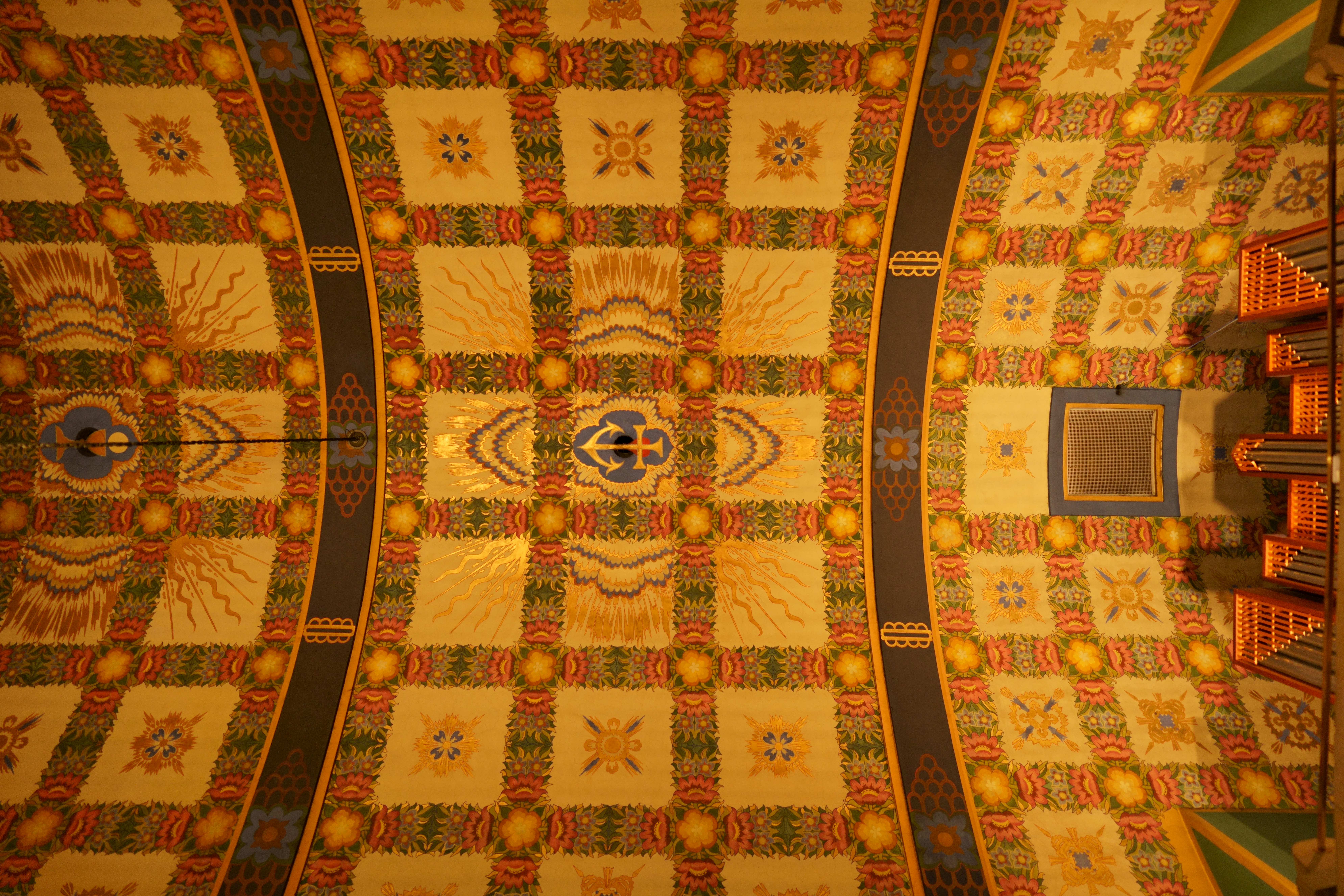
Polichromia we wnętrzu kaplicy Matki Bożej Częstochowskiej w Krakowie.
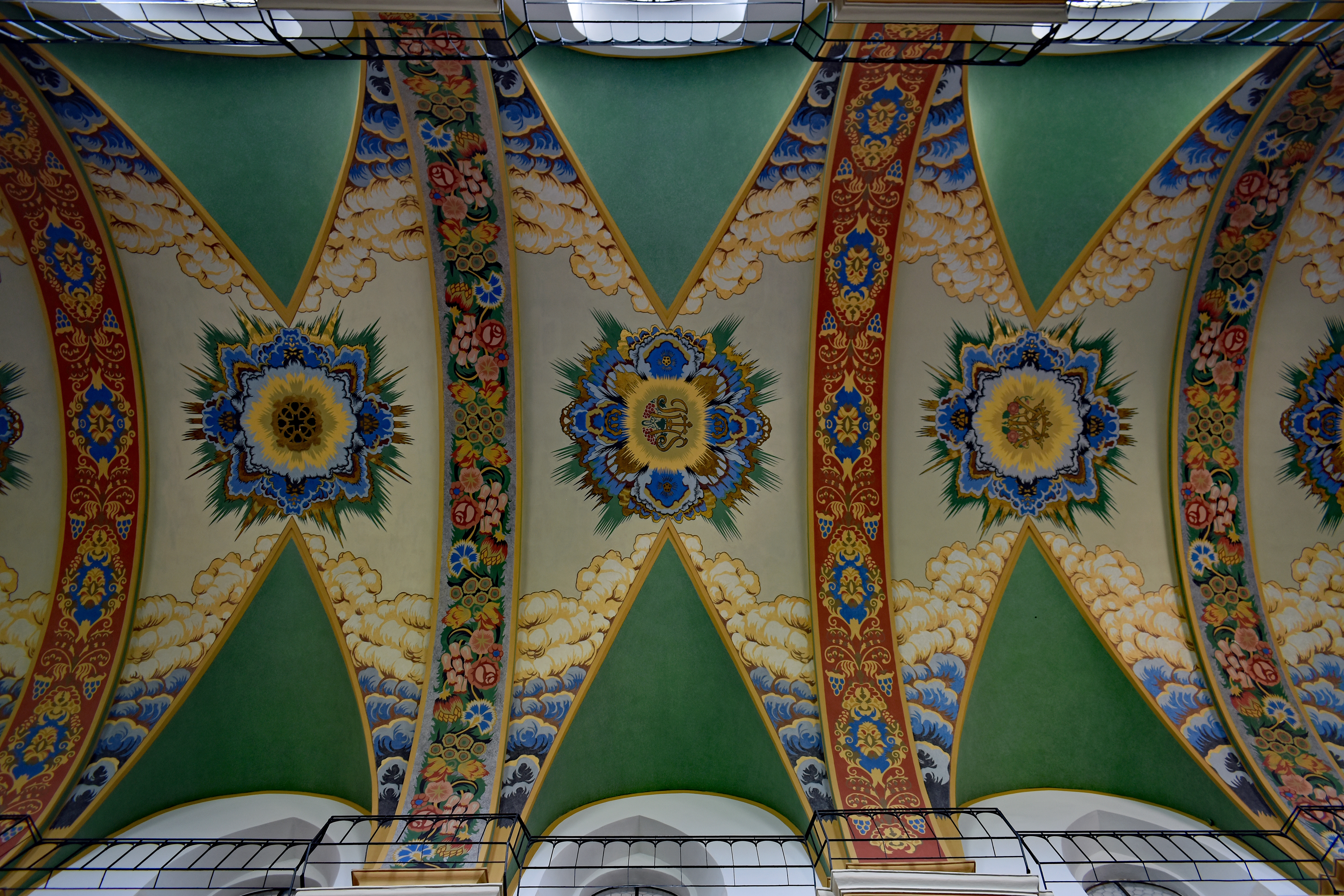
Polichromia sklepienia nawy głównej kościoła Wniebowzięcia Najświętszej Maryi Panny i św. Wacława Opactwo cystersów, Mogiła